# Dassault Mirage 5
Dassault Mirage 5 (Дассо Мираж 5) — французский многоцелевой истребитель 3-го поколения конца 1960-х — начала 1970-х годов. Дальнейшее развитие Mirage III. Создан французской авиастроительной корпорацией Дассо. Различные модификации, включая Dassault Mirage 50 и IAI Nesher (Dagger) состояли на вооружении 11 стран мира. Всего построено 582 экземпляра.

## История создания

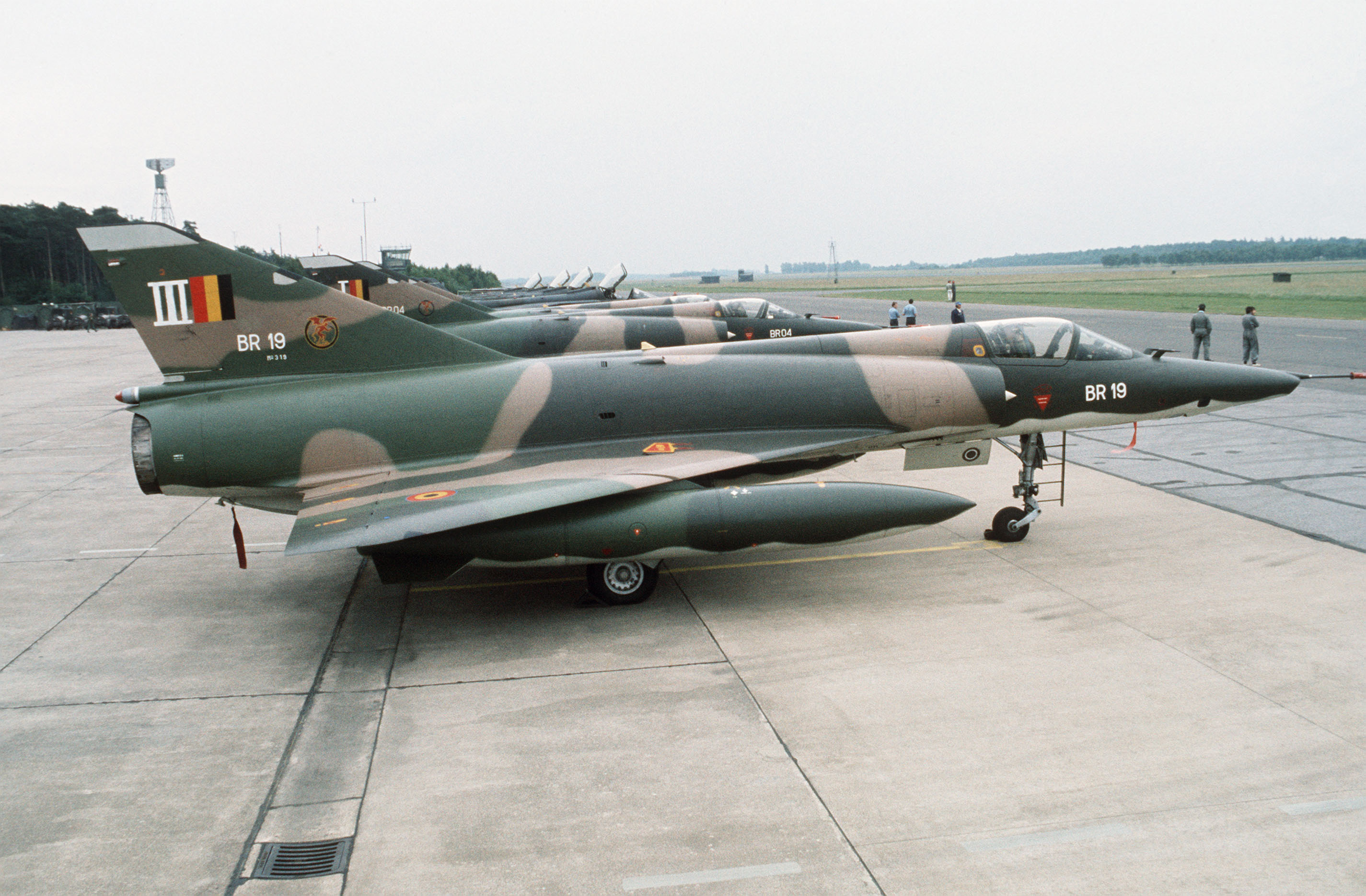
Mirage 5S Бельгийских ВВС

В середине 1960-х годов ВВС Израиля понадобился недорогой и простой в пилотировании ударный самолёт для выполнения задач в дневное время. Для удовлетворения потребностей заказчика компания Дассо приняла решение создать новую машину на базе многоцелевого истребителя Mirage IIIС с существенным упрощением конструкции. Основные изменения коснулись радиоэлектронного оборудования. Радар Cyrano был заменен на более дешёвый Aide, многие компоненты и системы самолёта так же были заменены на более простые аналоги. Для сохранения центровки самолёта и повышения боевых характеристик на освободившихся местах были установлены дополнительные топливные баки. Mirage 5 нес на борту на 32 % больше топлива, чем Mirage III. По сравнению с прототипом на новом самолёте было увеличено количество точек подвески для вооружения. Максимальная боевая нагрузка составляла 4000 кг. Mirage 5 оснащался двигателем Atar 9C, ранее применявшемся на Mirage IIIE.
Израиль разместил заказ на 50 самолётов Mirage 5 в апреле 1966 года. Первый полет Mirage 5 состоялся в мае 1967. После налета израильской авиации на аэропорт Бейрута в ходе операции «Дар» 28 декабря 1968, французское правительство наложило эмбарго на поставки военного оборудования в Израиль. На момент объявления запрета 6 января 1969 производство многих серийных Mirage 5 уже находилось в завершающей стадии или было завершено. Для того чтобы поддержать национального производителя, французское правительство закупило партию предназначавшихся для Израиля самолётов для ВВС Франции.
В 1968 году правительство Бельгии выбрало Mirage 5 для замены устаревших ударных самолётов F-84. По условиям контракта, 103 из 106 заказанных самолётов должны были быть произведены по лицензии на заводах бельгийских авиастроительных кампаний SABCA или SONACA. К началу 1970 года 4 эскадрильи ВВС Бельгии прошли перевооружение на Mirage 5.
С начала 1970-х Mirage 5 широко поставлялся на экспорт, в основном малыми партиями. Существовало множество различных модификаций, созданных по требованиям различных иностранных заказчиков.

## Модификации

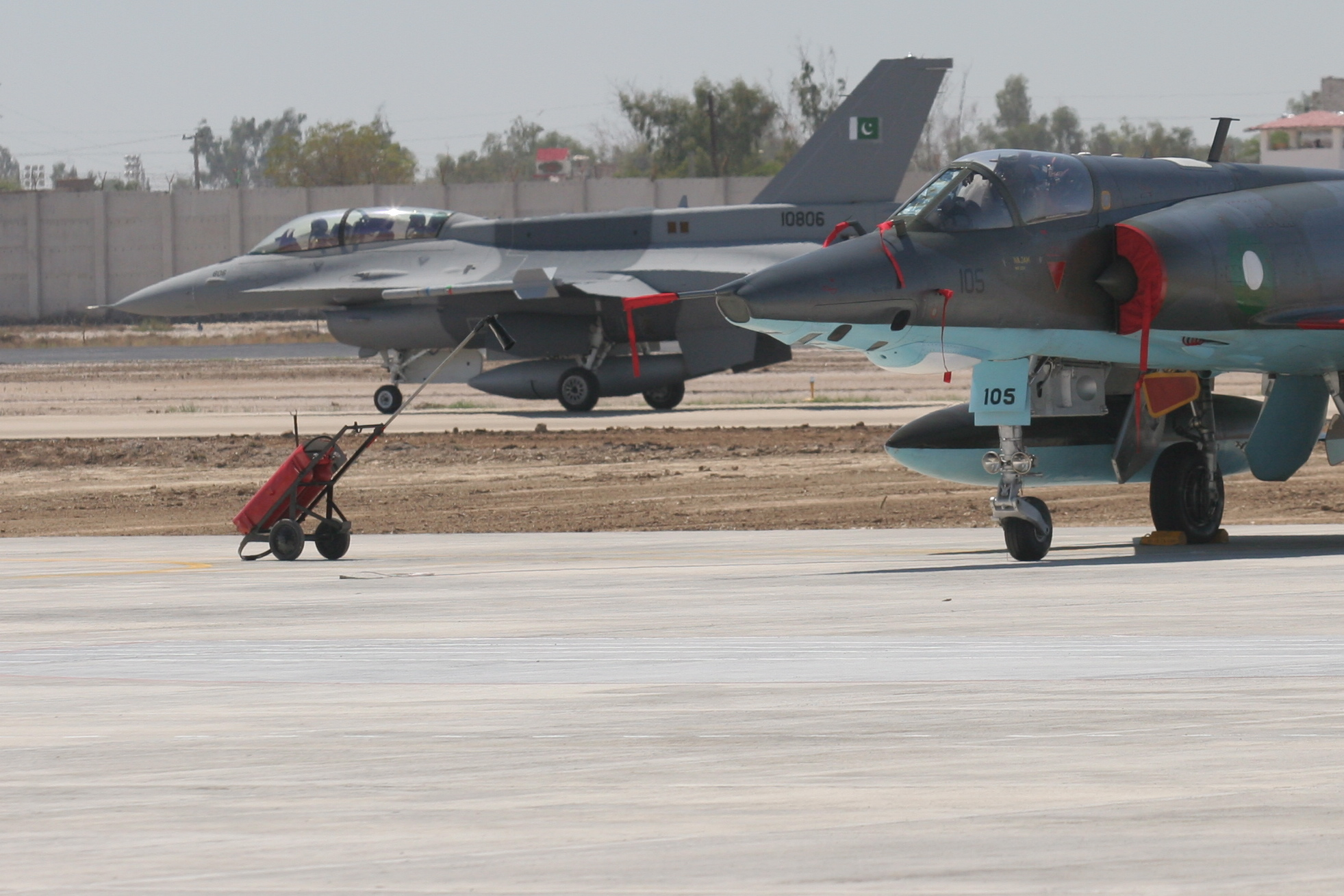
Mirage 5 ROSE Пакистанских ВВС на фоне F-16

Mirage 50 — Вариант с более мощным двигателем Atar 9K50 от Mirage F1 и улучшенным радиоэлектронным оборудованием.

IAI Nesher — Близкий аналог. Производился Израилем после введения эмбарго.

## Тактико-технические характеристики
Приведённые ниже характеристики соответствуют модификации Mirage 5F:

### Технические характеристики
- Экипаж: 1 человек
- Длина: 15,55 м
- Размах крыла: 8,22 м
- Высота: 4,50 м
- Площадь крыла: 35 м²
- Масса пустого: 7150 кг
- Максимальная взлётная масса: 13700 кг
- Двигатель: 1 × ТРД Snecma Atar 9C
- Тяга: 41,97 кН (60,80 кН на форсаже)

### Лётные характеристики
- Максимальная скорость на высоте: 2350 км/ч (на высоте 12 000 м)
- Максимальная скорость у земли: 1390 км/ч
- Крейсерская скорость: 956 км/ч
- Дальность полёта:
  - без ПТБ:
  - с ПТБ:
- Радиус действия: 1250 км
- Практический потолок: 18 000 м
- Скороподъёмность: 186 м/с
- Максимальная эксплуатационная перегрузка:
- Нагрузка на крыло: 186 кг/м2

### Вооружение
- Пушечное: 2 х 30-мм DEFA 552 (боекомплект 125 снарядов на каждую пушку);
- Боевая нагрузка: до 4000 кг боевой нагрузки на 7 точках подвески (5 подфюзеляжных пилонов и 2 на законцовках крыльев):
  - УРВВ: 2×AIM-9 Sidewinder или 2×Matra R550 Magic (подвешиваются на законцовках крыльев);
  - УРВЗ: 1×АS.30;
  - авиабомбы: 2×400 кг или 4×250 кг или 9×200 кг противоаэродромных Durandal или 1 корректируемая BLG400 или 1 ядерная AN-52 (15 кт);
  - блоки НУРС: 6×100 мм или 6×68 мм или 18×68 мм;
  - 1×разведывательный контейнер ECM;
  - 1×пушечный контейнер Dassault CC420 с 30-мм авиационной пушкой DEFA;
  - до 2 подвесных контейнеров Matra JL-100 (в каждом 19 68-мм НУРС и 250 литров топлива).

## Боевое применение
Применение самолёта Mirage 5 в боевых действиях

## На вооружении
- ОАЭ (Абу-Даби)
  - Mirage 5 AD : ударный самолёт 12
  - Mirage 5 EAD : перехватчик 14
  - Mirage 5 DAD : учебно-боевой 3

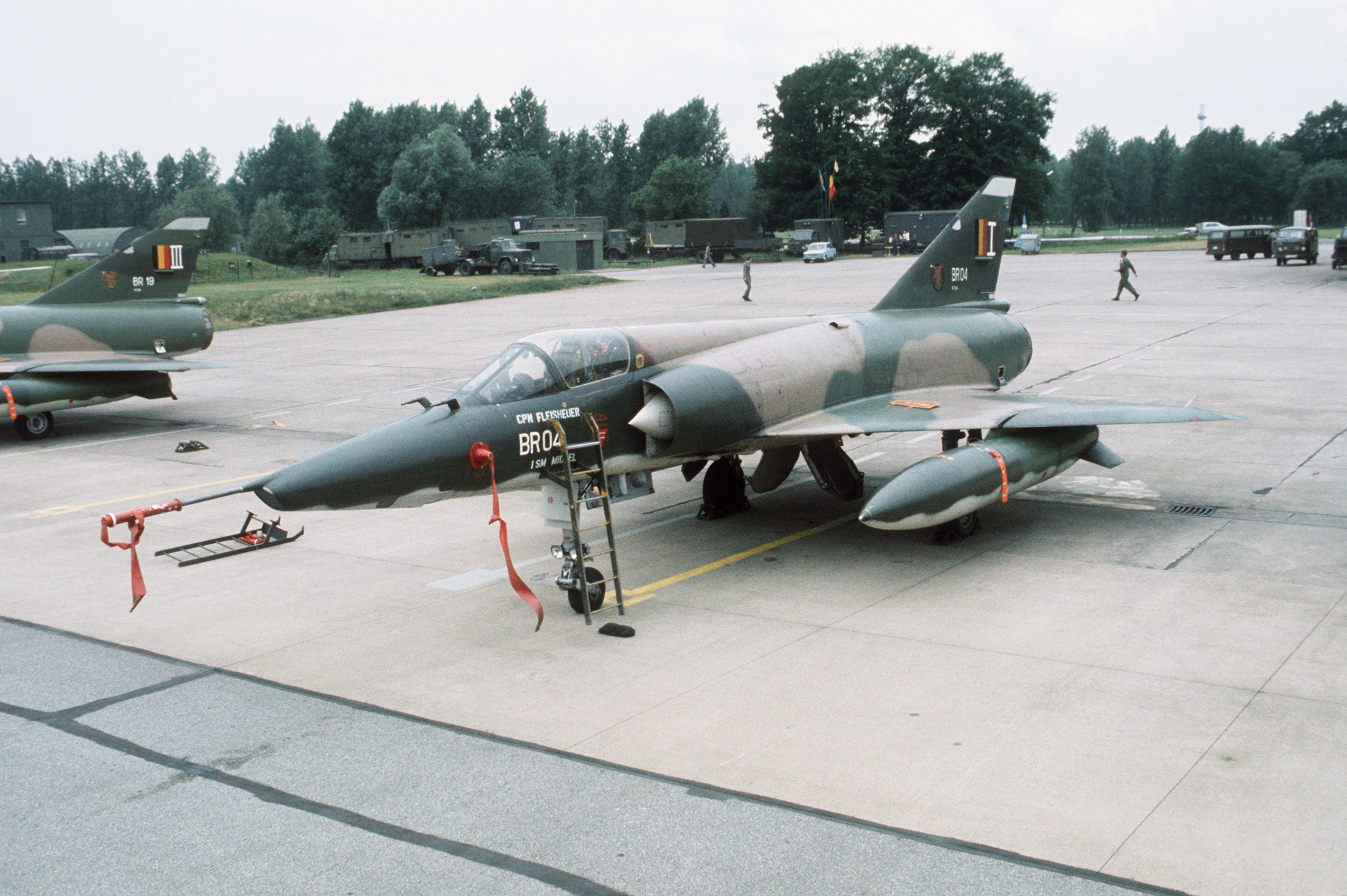
Mirage 5BR Бельгийских ВВС

  - Mirage 5 RAD : разведывательный 3
- Аргентина (с 1982)
  - 8 Mirage 5P приобретены у Перу
- Бельгия (на вооружении с 1970 по 1993)
  - Mirage 5BA : 63 ударный самолёт
  - Mirage 5BD : 16 учебно-боевой
  - Mirage 5BR : 27 разведывательный
- Чили (на вооружении с 1980 по 2006)
  - Mirage 50 FC : 8 экземпляров, получены из состава ВВС Франции Mirage 5F
  - Mirage 50 CH : 6 экз.
  - 20 Mirage 5 Elkan (приобретены у Бельгии 1994)
- Колумбия (с 1972)
  - Mirage 5 COA : 14 ударный самолёт
  - Mirage 5 COD : 2 учебно-боевой
  - Mirage 5 COR : 2 разведывательный
  - Mirage 5 COAM : 10 (модернизация версии COA)
- Египет (с 1972)
  - Mirage 5DE : 20 (приобретены у Ливии)
  - Mirage 5DD : 5 (приобретены у Ливии)
  - Mirage 5D : 20 (приобретены у Ливии)
  - Mirage 5 SDE : 32 перехватчик с радаром Cyrano
  - Mirage 5 SDR : 6 разведывательный
  - Mirage 5E2 : 24 ударный самолёт
- Франция (на вооружении с 1972 по 1994)
  - Mirage 5F : 50 ударный самолёт (8 экземпляров были поставлены в Чили в модификации Mirage 50. Дополнительно были произведены 8 новых самолётов для замены. После снятия с вооружения в 1994 году некоторое количество поставлено в Пакистан).
- Габон (с 1977 по 1993)
  - Mirage 5 G : 3
  - Mirage 5 G2 : 4
  - Mirage 5 DG : 4 учебно-боевой
- Ливия (с 1971 по 2003)
  - Mirage 5DE : 32 перехватчик с радаром Cyrano (20 из 32 поставлены в Египет)
  - Mirage 5DD : 15 учебно-боевой (5 из 15 поставлены в Египет)
  - Mirage 5DR : 10 разведывательный
  - Mirage 5D : 53 ударный (20 из 53 поставлены в Египет)
- Пакистан (с 1973)
  - Mirage 5 PA: 28 ударный
  - Mirage 5 DPA: 4 учебно-боевой
  - Mirage 5 PA2 et PA3: 30 версии с радарами Cyrano или Agave
- Перу (с 1970 по 2002)
  - Mirage 5 PA : 28 ударный
  - Mirage 5 DP : 6 учебно-боевой
- Венесуэла (с 1973)
  - Mirage 5 V : 10 ударный
  - Mirage 5 DV : 2 учебно-боевой
  - Mirage 50 EV : 6 + 10 Mirage III/5 перехватчик с радаром Cyrano
  - Mirage 50 DV : 1 учебно-боевой
- Заир
  - Mirage 5 M : 14
  - Mirage 5 DM : 3 учебно-боевой

## Похожие разработки
- МиГ-21
- Dassault Mirage 2000
- IAI Nesher
- IAI Kfir